# Buzhakan
Buzhakan là một đô thị thuộc tỉnh Kotayk, Armenia. Dân số ước tính năm 2011 là 1748 người.